# Ein Bagdadenser und seine Sklavin

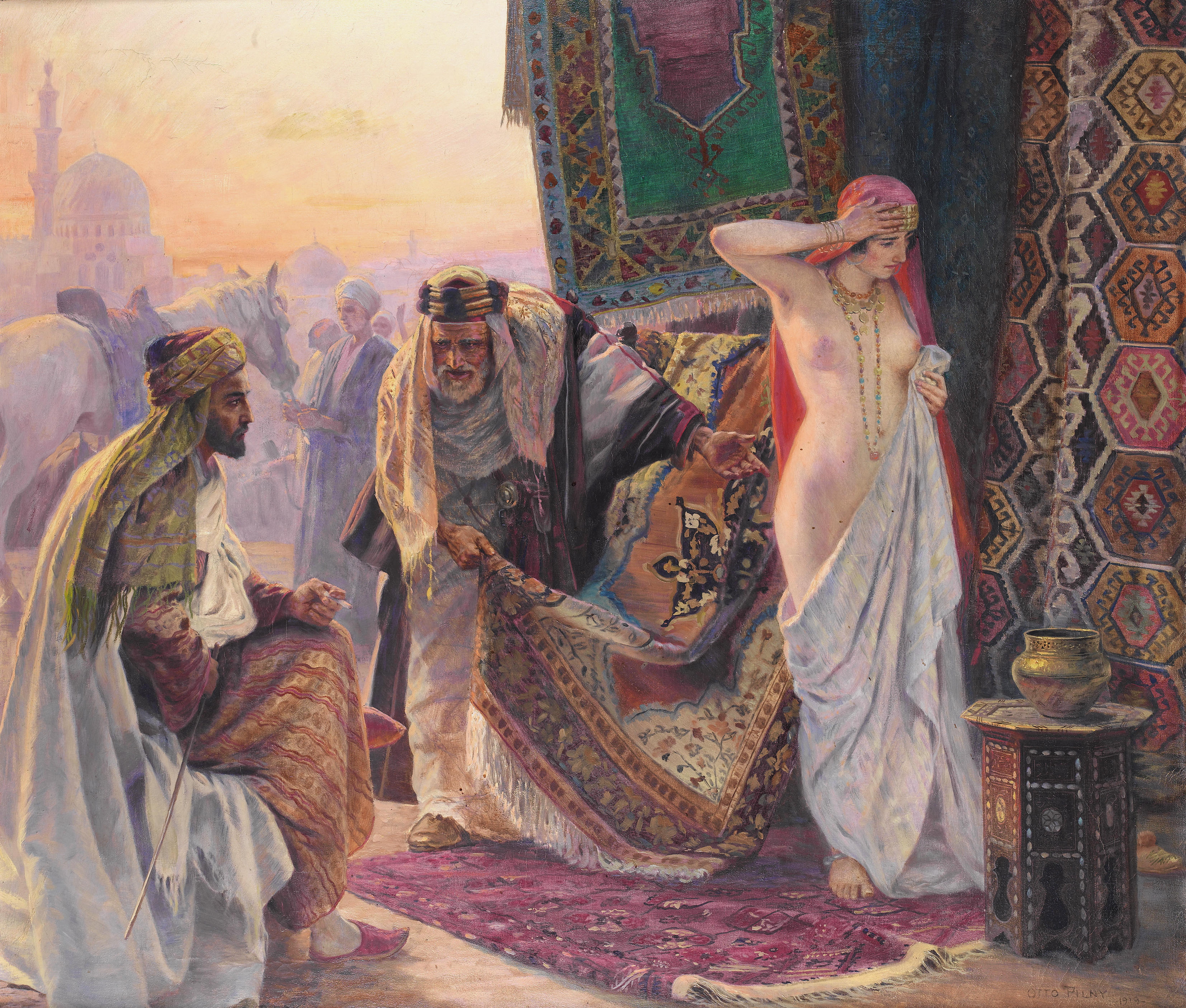
Die Sklavin des Bagdadensers wird auf dem Markt verkauft; Otto Pilny.

Ein Bagdadenser und seine Sklavin, auch Die Geschichte von dem jungen Manne aus Bagdad und seiner Sklavin, ist ein orientalisches Märchen aus den Geschichten aus Tausendundeiner Nacht. Es ist in der Arabian Nights Encyclopedia als ANE 235 gelistet.
Die Geschichte erzählt von der Liebe zwischen einem wohlhabenden Mann und seiner Sklavin, die durch unglückliche Umstände auseinandergerissen werden.

## Handlung
Einst lebte in Bagdad ein wohlhabender Mann, der von seinem Vater ein großes Vermögen geerbt hatte, und der eine Sklavin liebte. Um mit ihr vereint zu sein, kaufte er sie und wurde auch von ihr zärtlich geliebt. Gleichwohl gab der Mann soviel Geld für seine Sklavin aus, dass sein Besitz dahinschwand. Als sie keinen Ausweg mehr fanden, schlug seine Geliebte ihm vor, sie auf dem Sklavenmarkt zu verkaufen. Da sie nur ein wohlhabender Mann kaufen werde, werde ihr Geliebter seine Schulden begleichen können. Später werde sich eine Gelegenheit für ihre Wiedervereinigung finden. Daraufhin führte ihr Geliebter sie auf dem Sklavenmarkt, wo das Mädchen für eintausendfünfhundert Dinare (Goldmünzen) an einen gebildeten Haschimiten aus Basra verkauft wurde. Das Liebespaar überkam Reue, woraufhin beide weinten und der Mann den Verkauf des Mädchens rückgängig machen wollte. Doch der Haschimite ging darauf nicht ein und nahm das erworbene Sklavenmädchen mit sich.

Der Mann kehrte nach Hause zurück. Er war völlig aufgelöst, schlug sich selbst, bis er erschöpft in den Schlaf sanl. Ein Dieb betrat sein Haus und stahl den Geldbeutel mit dem Verkaufspreis des Mädchens. Aus Trauer über den Verlust seiner Geliebten und dazu noch seines Geldes, wollte der Mann Selbstmord begehen, indem er sich in den Tigris stürz. Er wurde jedoch rechtzeitig von umstehenden Menschen gerettet. Noch immer war er so verzweifelt, dass er an Suizid dachte. Letztlich brachte ihn aber die Angst vor die Strafe der Hölle dieser Idee ab. Der Mann erzählte einem Freund von seinem Leiden, der ihm fünfzig Dinare gab und ihm den Rat erteilte, Bagdad zu verlassen, damit sein Schmerz Linderung finde. Als gebildeter Mann solle er versuchen, bei einem Statthalter Arbeit als Schreiber finden, dann werde er Mittel finden, um sich wieder mit seiner Sklavin zu vereinen. Der Mann beherzigt den Rat und beschloss nach Basra zu fahren. Als der Mann herausfand, wem das Schiff gehörte, versprach er den Matrosen großen Lohn. Schließlich nahmen sie ihn an Bord unter der Bedingung, dass er sich wie ein Matrose kleidet. Schließlich traf er auf dem Schiff seine Geliebte wieder, die von zwei anderen Sklavinnen bedient wurde. Bald kam auch der Haschmite an Bord, der seine Sklavin dazu drängte, ihren Kummer zu vergessen und für ihn zu singen. Schließlich erbarmte sich die Sklavin und stimmte – durch eine Stoffwand von den anderen getrennt – die Laute an und sang die Verse:
„In finsterer Nacht ist die Karawane mit meinem Geliebten geschieden, sie zog ohne Schonung fort und mit meiner Herzenslust, und seit ihre Kamele aufgebrochen sind, glühen feurige Kohlen im Herzen der Geliebten.“
Die Sklavin brach dann in Tränen aus, warf die Laute weg und fiel vor Liebeskummer in Ohnmacht. Am Abend legte das Schiff am Ufer an. Der Mann beschloss, seine Geliebte über seine Anwesenheit in Kenntnis zu setzen, indem er als alle am Ufer saßen, auf dem Schiff hinter ihren Vorhang schlüpftr und die Laute in einer Weise stimmt, die die Sklavin von ihm gewohnt war. Als die Sklavin dies erkannte, stieß sie einen lauten Schrei aus und erklärte dem Haschimiten, dass ihr alter Besitzer und Geliebter an Bord sein müsse. Der Haschimite möchte ihn kennenlernen, auch um das Leid des Mädchens zu lindern. Daraufhin gab sich der Mann zu erkennen und erzählte unter Tränen seine Geschichte, die auch das Herz des Haschimiten berührte. Er beteuerte, er habe die Sklavin nicht angefasst und sie gekauft, ohne von der Liebe zwischen ihr und dem Mann zu wissen. Er gelobte, dass er das Mädchen freilassen und mit dem Mann verheiraten werde, sofern er, wann es ihm danach gelüste, die Sklavin singen zu hören. Dafür werde er den Mann ebenso zum Freund und Gesellschafter machen. Sowohl der Mann als auch die Sklavin stimmten zu.
Als das Schiff wieder an einem Ufer Halt machte, fiel der Mann betrunken in den Schlaf und wurde am Ufer vergessen, als das Schiff wieder ablegte. Der Mann erwachte mittellos. Auch hatte er vergessen, den Haschimiten nach seinem Namen und seiner Wohnung in Basra zu fragen. Als ein weiteres Schiff entlang kam, fuhr der Mann mit und kehrte in Basra ein, wo er Unterkunft bei einem Gemüsehändler fand, für den er auch arbeitete. Später heiratete er dessen Tochter. Doch ließ ihn der Gedanke an seine ehemalige Sklavin nicht los. Zwei Jahre vergingen, bis er der Mann sie wiedertraf. Sie war im Glauben, der Geliebte sei gestorben, immer noch in schwarze Trauerkleidung gekleidet. Der Mann forderte vom Haschimiten sein Versprechen einzuhalten, was dieser unter der Voraussetzung, dass er die Sklavin jederzeit singen hören dürfe. Der Mann heiratete seine Sklavin, ließ sich von der Tochter des Gemüsehändlers scheiden und lebte mit seiner Ehefrau, der ehemaligen Sklavin, glücklich und erneut in Wohlstand zusammen.

## Historischer Hintergrund

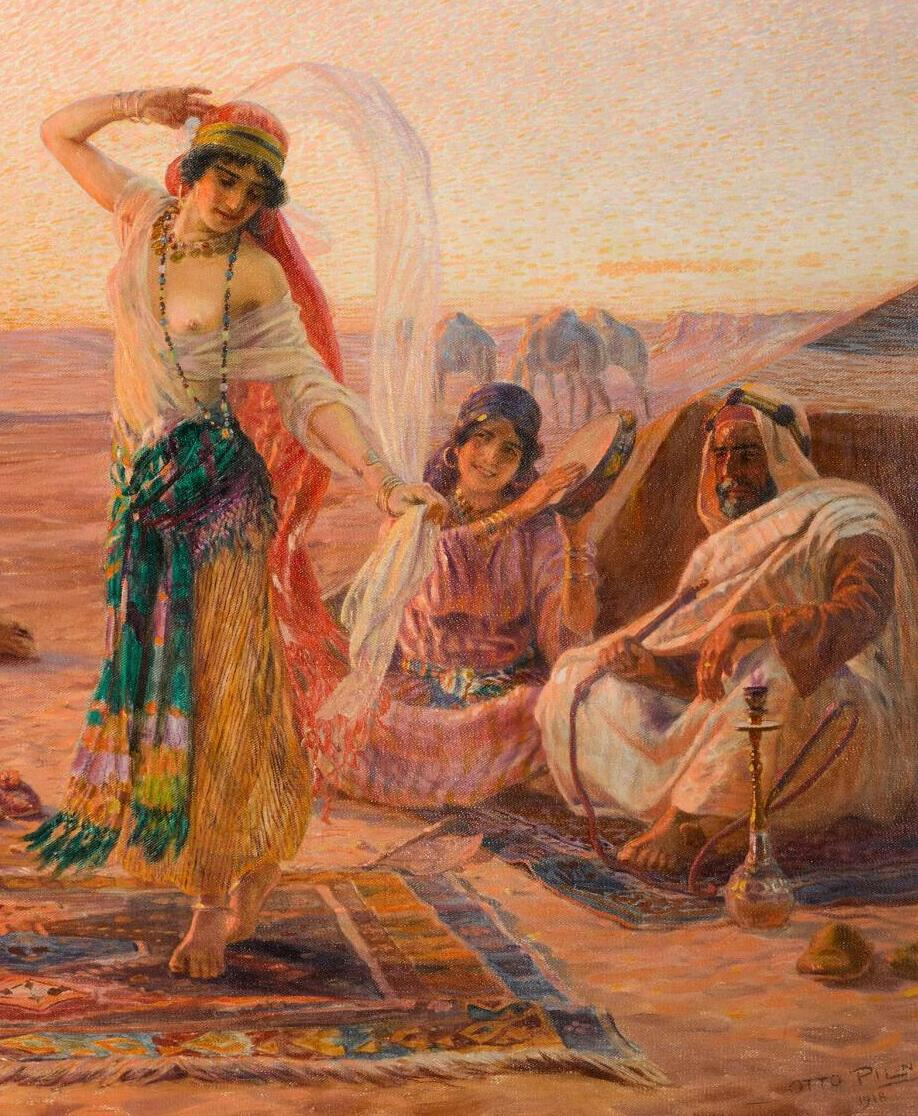
Tanzende Sängersklavin.

Bei der namentlich unbekannten Sklavin handelt es sich um eine Qaina (Pl. Qiyān), eine sogenannte Sängersklavin. Die im 8. bis 10. Jahrhundert im umayyadischen und abbasidischen Kalifat, sowie im muslimischen Spanien lebenden Qiyān waren hochgebildete Frauen, die am ehesten als Unterhaltungssklavinnen, teils auch als Edelkurtisanen bezeichnet werden können. Sie waren in unterschiedlichsten Künsten und Disziplinen ausgebildet, vor allem in Gesang, Tanz und Musik, gesellschaftlicher Etikette und erotischer Verführungskunst. Viele hatten Kenntnisse in Philologie, Dichtung, Rhetorik, manchmal auch Geschichte und Theologie sowie die Disziplinen der Rezitation und Interpretation des Koran; die Ausbildung dauerte viele Jahre.
Ein Teil der Qiyān bewegte sich in der höfischen Kultur der obersten gesellschaftlichen Schichten – nicht selten in der Umgebung der Kalifen – und genoss höchstes Ansehen. Eine zweite Gruppe von Qiyān arbeiteten in Etablissement als professionelle Verführerinnen unterhielten die Gäste mit Gesang, Tanz und Dichtung. Ziel war es, die männlichen Kunden möglichst lange an das Etablissement zu binden, bei denen es sich nicht um Bordelle handelte. Zwar kam es zu körperlichen Berührungen und Küssen, Sex war jedoch die Ausnahme, da die Betreiber nicht die sexuelle Lust der Kunden befriedigen, sondern sie langfristig an das Haus binden wollten. Im Idealfall verliebte sich ein Kunde eine Sklavin und war bereit, sie teuer zu erwerben. Wenn die Beziehung zwischen dem Kunden und der Qaina eng wurde, besuchten diese ihre Liebhaber teils auch in ihren Privathäusern, wo es mitunter zum sexuellen Kontakt kam. Die Etablissements waren gemeinhin nur Männern der oberen Gesellschaftsschichten zugänglich, für das einfache Volk gab es eine dritte Gruppe von Qiyān, die als Kellnerinnen und Sängerinnen in Tavernen und Wirtshäusern arbeitete. Wie ihre höher gestellten Schicksalsgefährtinnen trugen sie oft verführerische Kleidung und üppigen Schmuck. Die Lokale zogen viele Gäste an. In zeitgenössischen Quellen wird berichtet, dass sie zahlreich waren.

## Textquellen
Die Geschichte ist in den ägyptischen Manuskripten und den frühen arabischen Druckausgaben enthalten. Gustav Weil griff auf die Bulaq-Edition zurück, Richard Francis Burton; Enno Littmann auf die Kalkutta-II-Ausgabe.

## Rezeption
Die Erzählung findet sich auch in Masâri' al-'ushshâq von Ibn al-Sarradsch (gest. 1106), Kitâb Matâli' al-budûr von al-Ghuzuli (gest. 1412) und einer anonymen Geschichtensammlung aus dem sechzehnten Jahrhundert.

## Ausgaben
- Gustav Weil: Tausend und eine Nacht - Arabische Erzählungen, Karl Müller Verlag, Erlangen 1984 (Erstausgabe 1839), Band 4, S. 342–346.
- Enno Littmann: Die Erzählungen aus den tausendundein Nächten, Insel Verlag, Frankfurt 1968, Band 5, S. 764–775.